# 六渡寺駅
六渡寺駅（ろくどうじえき）は、富山県射水市庄西町にある万葉線の駅。当駅を境に中伏木方面が高岡軌道線、庄川口方面が新湊港線となる。
市販の地図などでは「ろくとうじ」、「ろくどじ」、「ろくとじ」などのように駅名の読み方に揺れがあるが、万葉線株式会社のホームページ、現地の駅名標、車内アナウンスなどに従うと「ろくどうじ」が正しい。

## 歴史
- 1933年（昭和8年）12月25日：越中鉄道射水線新伏木口駅として開業。
- 1934年（昭和9年）頃：新伏木港駅に改称[2]。
- 1939年（昭和14年）4月1日：新湊駅に改称[3]。
- 1943年（昭和18年）1月1日：交通大統合により、富山地方鉄道の駅となる。
- 1951年（昭和26年）4月1日：高岡軌道線が当駅から米島口停留場まで開通。
- 1959年（昭和34年）4月1日：高岡軌道線が加越能鉄道に譲渡される。
- 1966年（昭和41年）4月5日：富山新港築港工事に伴い、加越能鉄道新湊港線の駅となる。
- 1985年（昭和60年）3月：六渡寺駅に改称。
- 2002年（平成14年）4月1日：万葉線の駅となる。
- 2007年（平成19年）9月：駅舎が建て替えられる。
- 2020年（令和2年）5月1日：株式会社牧田組のネーミングライツ（命名権）取得により牧田組本社 六渡寺の駅愛称を使用開始[4]。

## 駅構造
相対式ホーム2面2線を有する地上駅。高岡軌道線の0キロポストが設置されている。以前は駅員が配置されていた頃の末期に建てられたモルタルの駅舎が残っていたが、2007年（平成19年）9月に新しく建て替えられた。
かつては隣接していた国鉄新湊線への渡り線があり、貨物列車の入れ替えをしていた。また富山伏木港への専用線もあり2024年現在も遺構が残っている。

## 駅周辺
駅は国道415号から少し奥に入ったところにある。駅を利用するためには、木材置き場の中を抜けていく必要がある。周辺の主だった施設としては、JFEマテリアル本社がある。
- 六渡寺海岸

## 隣の駅
万葉線
■万葉線（高岡軌道線・新湊港線）
中伏木停留場 - 六渡寺駅 - 庄川口駅